# Querini
Querini (talvolta anche Quirini) è una famiglia patrizia di Venezia appartenente al gruppo di famiglie originarie, le cosiddette case vecchie, presenti all'epoca della fondazione della Serenissima.

## Storia
Basandosi esclusivamente sull'omonimia, vari storici e genealogisti del passato legano le origini di questa casata alla gens Sulpicia, della quale un ramo fu contraddistinto dal cognomen Quirino. Gli stessi, dunque, la ritengono discendere dall'imperatore Sulpicio Galba e annoverano tra i suoi membri i dogi Maurizio e Giovanni Galbaio.
Di fatto le origini della famiglia sono incerte. Provenienti, forse, da Eracliana (ovvero Cittanova), dapprima si stabilirono a Torcello e successivamente a Venezia (dimoravano originariamente nel confinum di Santa Ternita), prendendo parte attiva alla vita politica ed economica della comunità dall'XI secolo. Nel 1159 il mercante Domenico Querini e suo figlio Pietro risultano attivi a Costantinopoli.
Alla fine del Duecento i Querini erano già una delle casate più ricche e potenti di Venezia. Ma appena qualche anno più tardi alcuni membri della Ca' Mazor (la linea principale) figurarono fra i cospiratori della congiura del Tiepolo. Riuscirono però a rifarsi volgendo i propri interessi lontano dalla capitale, verso l'Oriente e la Terraferma.

### Querini dalle Papozze (Ca' Granda)
Residenti nella parrocchia di San Matteo di Rialto, erano considerati la linea principale della famiglia, tanto da essere soprannominati "Ca' Granda" o "Ca' Mazor".
La loro ascesa sociale si deve anzitutto alla carriera ecclesiastica di Leonardo Querini, creato nel 1229 primicerio di San Marco e nel 1238 patriarca di Grado. Due figli di suo fratello Romeo, Giovanni e Bartolomeo, divennero a loro volta vescovi, l'uno a Ferrara, l'altro a Castello.
Giovanni permise alla famiglia di radicarsi in terraferma acquisendo cospicue proprietà nel Ferrarese e nel Polesine, territori sotto il controllo degli Estensi. Il 14 novembre 1255 presenziò alla vendita con cui il ferrarese Tebaldino detto Papozzo cedeva terre e valli situate a Papozze agli altri figli di Romeo Querini (Marco, Matteo, Jacopo, Filippo e Tomaso). Negli anni successivi, le proprietà si estesero anche ai centri dei dintorni, come Tresigallo.
In un'epoca in cui il patriziato veneziano era perlopiù dedito alla mercatura, specialmente via mare, questo ramo volgeva i propri interessi all'economia rurale. Per questo motivo, adottò una politica favorevole alle signorie di terraferma e filopapale, fatto che, alla fine del Duecento, la mise in contrasto con le posizioni del doge "ghibellino" Pietro Gradenigo, fautore della Guerra di Ferrara (1308-1309).
La famiglia si ritrovò direttamente coinvolta nella celebre congiura del Tiepolo del 1310 e proprio Marco di Nicolò fu uno dei capi dei ribelli. Come noto, il colpo di mano fu un fallimento e lo stesso Marco vi trovò la morte assieme al figlio Benedetto. Come conseguenza, i Querini furono esclusi in perpetuo dall'accesso al dogado e vennero obbligati a cambiare stemma (quello originale era "inquartato di rosso e d'argento"), mentre il loro palazzo veniva distrutto.
Nonostante ciò, la famiglia riuscì a mantenere le sue proprietà in terraferma almeno sino ai primi del Quattrocento.

### Querini Stampalia
Questo ramo discendeva dalla "Ca' Mazor", ovvero dalla linea principale della casata.
All'inizio del Trecento, dopo la congiura del Tiepolo, un Giovanni si stabilì a Rodi e acquistò l'isola greca di Stampalia. Assieme a Santorini e Amorgo, andò a costituire una piccola contea che la famiglia detenne sino al 1537, quando i territori furono conquistati dagli Ottomani guidati da Aruj Barbarossa. La linea era altrimenti nota come "dai Gigli" (Zij in veneziano) in riferimento allo stemma caricato di tre gigli d'oro, ricordo dell'attività di Fantino di Giovanni, ambasciatore in Francia. A partire dalla metà del Trecento risultarono domiciliati in un palazzo a Santa Maria Formosa che detennero sino alla loro estinzione.
Fra i membri illustri, si ricordano il cardinale Angelo Maria, fondatore della biblioteca Queriniana di Brescia, e Andrea, mecenate protettore di Carlo Goldoni. Va citata inoltre Elisabetta Querini, sposa del doge Silvestro Valier.
Alvise di Giovanni (1758-1834), funzionario presso il governo del regno napoleonico d'Italia, fu il primo ad adottare in via ufficiale il secondo cognome "Stampalia" per distinguersi da un collega omonimo.
I Querini Stampalia si estinsero nel 1869 con la morte di Giovanni di Alvise: costui, per lascito testamentario, volle che alla sua morte tutti i beni accumulati nei secoli dalla famiglia restassero alla fondazione Querini Stampalia, divenendo così un patrimonio accessibile a tutti.

## Membri
- Giovanni Querini (Venezia, ? – Venezia, 1257) è stato un arcivescovo cattolico.
- Bartolomeo I Querini (Venezia, 1230 – Venezia, 1291) è stato un vescovo cattolico.
- Bartolomeo II Querini (Venezia, 1250 ca. – Trento, 3 aprile 1307) è stato un vescovo cattolico.
- Marco Querini (Venezia, 1245 ca. – Venezia, 15 giugno 1310) è stato un politico e diplomatico.
- Francesco Querini (Venezia, 1320 ca. –Venezia, 30 giugno 1372) è stato un patriarca cattolico.
- Pietro Querini (Venezia, 1400? – Venezia, 1448) è stato un mercante e navigatore.
- Lauro Quirini (Candia, 1420 – Venezia, 1472) è stato un politico e letterato umanista.
- Gerolamo Querini (Venezia, 1468 – Vicenza, 19 agosto 1554) è stato un patriarca cattolico.
- Leonardo Quirini (Venezia, fine XVI secolo  – Venezia, metà XVII secolo) è stato un poeta marinista.
- Elisabetta Querini (Venezia, 12 novembre 1628 – Venezia, 19 gennaio 1709) è stata una nobildonna e dogaressa veneziana.
- Angelo Maria Querini (Venezia, 30 marzo 1680 – Brescia, 6 gennaio 1755) è stato un cardinale, arcivescovo cattolico e letterato.
- Angelo Querini (Venezia, 31 luglio 1721 – Venezia, 30 dicembre 1796) è stato un politico.
- Marina Querini (Corfù, 28 luglio 1757 – Venezia, 1º marzo 1839) è stata una nobildonna e socialite veneziana.
- Andrea Querini Stampalia (Venezia, 1757 – Venezia, 1825) è stato un ammiraglio austriaco, ultimo Provveditore Generale di Venezia in Dalmazia e primo comandante della Marina Veneto-Austriaca.
- Giovanni Querini Stampalia (Venezia, 5 maggio 1799 – Venezia, 25 maggio 1869) è stato un imprenditore e filantropo.
- Francesco Querini (Milano, 16 dicembre 1867 – Artide, 1900) è stato un esploratore e ufficiale di Marina.

## Dimore dei Querini

### Venezia
- Palazzo Querini Stampalia presso campo Santa Maria Formosa

### Ville di terraferma
- Villa Querini, Garioni a Biadene di Montebelluna (XVII secolo)
- Casa Querini a Castello di Godego (XVIII secolo, attuale canonica della parrocchiale)
- Casa Querini, Martinello, Conte a Castello di Godego (XVII secolo)
- Villa Querini a Crespignaga di Maser (XVII secolo)
- Villa Querini a Mestre (XVIII secolo)
- Villa Querini, Garzoni, Magno, Chinellato, Ghiraldo a Mirano (XVII secolo)
- Ca' Querini alla Malcontenta di Mira (XVIII secolo)
- Villa Querini, Dalla Francesca Tiozzo a Mira Taglio di Mira (XVI secolo)
- Ca' Dolfin, Lippomano, Querini a Cavarzere (XVI secolo)
- Villa Querini Dalle Ore, Rigon a Cavazzale di Monticello Conte Otto (XVIII secolo)
- Villa Querini, Frizier, Bellegno, Erizzo, Barzizza, Azzalin, Luca, detta "Ca' Erizzo" a Bassano del Grappa (XV secolo e sgg.)
- Villa Querini Stampalia, Montanari, Taccoli, detta "Persa" con l'annessa Villa Gaudio a Pressana (XV secolo e sgg.)
- Villa Querini a Camposampiero (XVII secolo)
- Villa Nave, Querini, Correr, Dolfin, detta "Ca' Nave" a Cittadella (XVII secolo)
- Palazzo Querini, Dante a Piove di Sacco (XVII secolo)
- Villa Cavazza, Querini a Visinale di Pasiano di Pordenone (XVI secolo e sgg.)
- Villa Giustinian, Querini Stampalia, Carretta a Campodipietra di Salgareda (XVII secolo)
- Villa Lippomano, Querini Stampalia, Dall'Armi, Valeri Manera a San Vendemiano (XVII secolo)
- Villa "La Colombina" a Preganziol (XVIII secolo)